# Balkan Brass Battle
Balkan Brass Battle er et studiealbum udgivet af det serbiske roma Balkan brassband Boban & Marko Marković Orchestra og det rumænske roma Balkan brassband Fanfare Ciocărlia. Albummet er indspillet i 2011 i Pensiune Dracula i Bukarest i Rumænien. Producere er Henry Ernst og Marc Elsner. Albummet blev udgivet den 20. maj 2011 på Asphalt Tango Records.

## Sporliste
| Nr.           | Titel                             | Udført af                                             | Længde |
| ------------- | --------------------------------- | ----------------------------------------------------- | ------ |
| 1.            | "Battle Call"                     |                                                       | 0:36   |
| 2.            | "Mrak Kolo"                       | Boban & Marko Marković Orchestra                      | 4:21   |
| 3.            | "Suita A La Ciobanas"             | Fanfare Ciocărlia                                     | 4:13   |
| 4.            | "James Bond Theme"                | Fanfare Ciocărlia og Boban & Marko Marković Orchestra | 4:06   |
| 5.            | "Caravan"                         | Fanfare Ciocărlia                                     | 3:34   |
| 6.            | "Caravan"                         | Boban & Marko Marković Orchestra                      | 3:18   |
| 7.            | "Devla"                           | Fanfare Ciocărlia og Boban & Marko Marković Orchestra | 4:07   |
| 8.            | "Topdzijsko Kolo"                 | Boban & Marko Marković Orchestra                      | 3:05   |
| 9.            | "Dances From The Monastery Hills" | Fanfare Ciocărlia                                     | 2:57   |
| 10.           | "Disco Džumbus"                   | Fanfare Ciocărlia og Boban & Marko Marković Orchestra | 3:26   |
| 11.           | "I Am Your Gummy Bear"            | Fanfare Ciocărlia                                     | 3:12   |
| 12.           | "Otpisani"                        | Boban & Marko Marković Orchestra                      | 4:00   |
| 13.           | "Asfalt Tango"                    | Fanfare Ciocărlia og Boban & Marko Marković Orchestra | 5:14   |
| Total længde: | Total længde:                     | Total længde:                                         | 46:15  |